# Тапір гірський
Тапі́р гірський  (Tapirus pinchaque) — найменший і найвишуканіший вид родини тапірових: довжина його тіла близько 180 см, висота в холці 75—80 см, маса — 225—250 кг. 
Хутро, на відміну від інших тапірів, порівняно м'яке, хвилясте й густе. 
Поширений в Андах (Колумбія, Еквадор, Перу й Венесуела) на висоті 2 000-4 000 м над рівнем моря; живе в лісах, але трапляється й біля самої снігової лінії високогір'я. Спосіб життя невідомий. 
Занесений у міжнародну Червону книгу як дуже рідкий вид.